# René Navarre

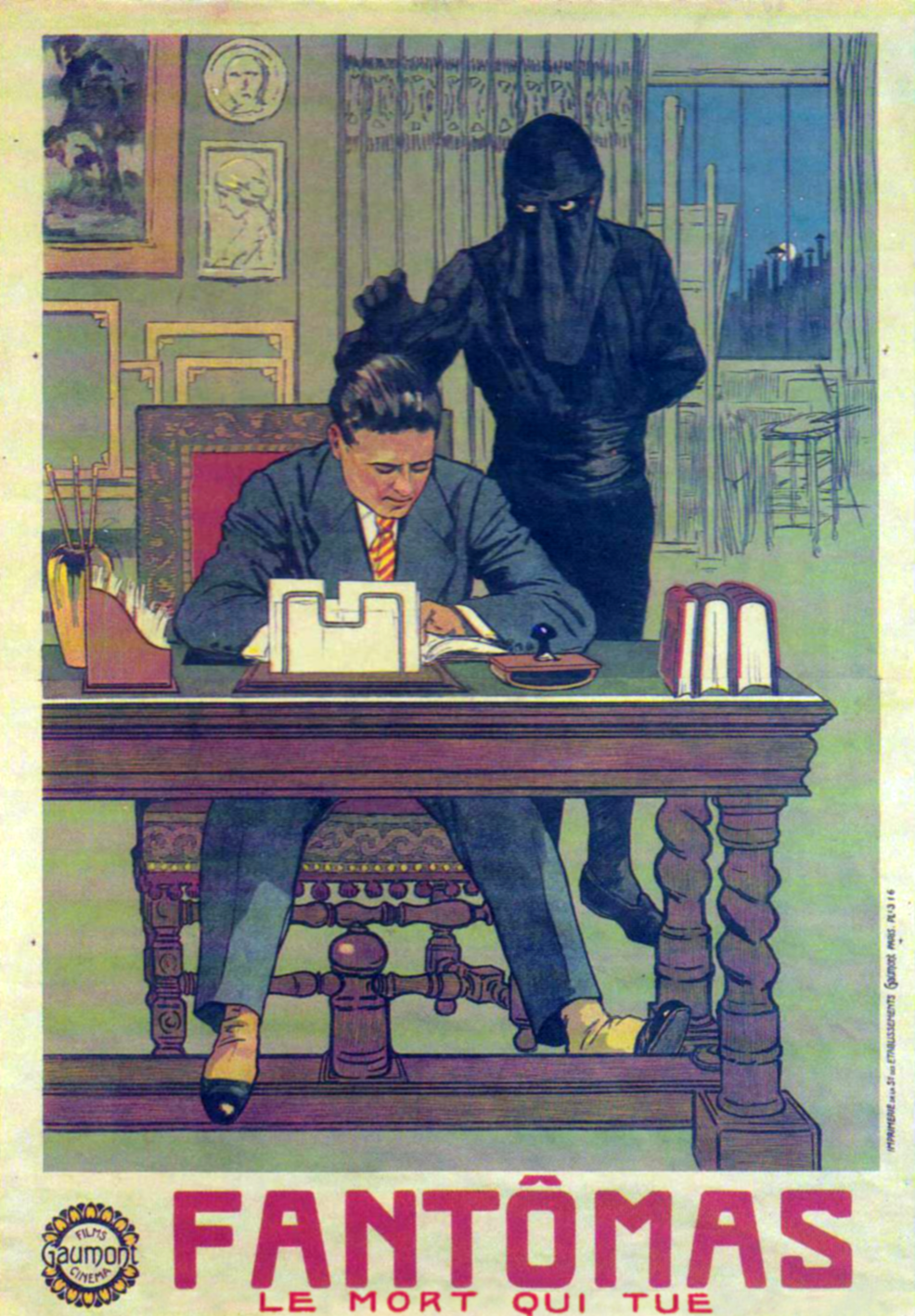
Le Mort qui tue, 1913

René Navarre (8 de julio de 1877 - 8 de febrero de 1968) fue un actor cinematográfico francés, activo en la época del cine mudo, conocido por rodar numerosas filmes de Louis Feuillade en los que interpretó a Fantômas.

## Biografía
Nacido en Limoges, Francia, su nombre completo era Victor-René Navarre. Cursó estudios hasta los dieciséis años de edad, cuando dejó Limoges para viajar a París, donde debutó como actor en el Théâtre de l'Atelier con la obra Patrie, de Victorien Sardou. A lo largo de quince años actuó en todas las grandes salas parisinas y de provincia. 
En 1909 debutó en el cine con la productora Gaumont, rodando en cuatro años numerosas películas, tanto cómicas como dramáticas. Louis Feuillade le ofreció el papel principal de la serie de filmes dedicados a Fantômas, rodando un total de cinco episodios producidos en 1913 y 1914.
Movilizado al principio de la Primera Guerra Mundial, René Navarre decidió cambiar su trayectoria en 1915. Trabajó en Le Grand Souffle, de Gaston Ravel, y creó una productora propia, la Films-René-Navarre, con el fin de dirigir sus propias producciones. En 1916, junto a Gérard Bourgeois, dirigió Christophe Colomb, con Georges Wague y Jean Garat en el reparto. Al siguiente año, produjo cuatro cintas de animación de Émile Cohl y Benjamin Rabier. En septiembre de 1919, junto a Gaston Leroux y Arthur Bernède, fundó la Société des Cinéromans, que se traspasó a Pathé en el año 1922.
El cine sonoro frenó su carrera. Con una manera de actuar excesivamente teatral, Navarre fue relegado a los papeles de reparto, con interpretaciones junto a Jean Gabin en Mephisto en 1930, o filmes como Fantômas (de Paul Féjos, 1932) y Judex 34 (de Maurice Champreux). En 1937 actuó en Chéri-Bibi, de Léon Mathot, y en 1938 en La Route enchantée (de Pierre Caron, con Charles Trenet). También actuó en Brazza ou l'épopée du Congo, de Léon Poirier, en el año 1939. Finalmente, en 1940 decidió abandonar el cine. 
René Navarre falleció en 1968 en Azay-sur-Cher, Francia, a los 90 años de edad, siendo enterrado en el cementerio de la comuna. Había estado casado con la actriz Nelly Palmer, fallecida en 1917 a los 25 años de edad, y con la también actriz Elmire Vautier, con la cual contrajo matrimonio en 1924. 

## Filmografía
- 1909 : André Chénier, de Étienne Arnaud
- 1910 : La Fiancée du château maudit, de Albert Capellani
- 1910 : Le Lien du crime, de Étienne Arnaud
- 1910 : La Louve, de Michel Carré
- 1910 : La Navaja, de Michel Carré
- 1910 : Pour un jour de carnaval, de Georges Denola
- 1910 : Le Revenant, de Georges Denola
- 1910 : Le Monstre, de Albert Capellani
- 1910 : Une bonne neurasthénique
- 1911 : Le Destin des mères, de Louis Feuillade
- 1911 : L'Alibi, de Louis Feuillade
- 1911 : Les Vipères, de Louis Feuillade
- 1911 : Le Chef-lieu de canton, de Louis Feuillade
- 1911 : Le Mariage de l'aînée, de Louis Feuillade
- 1911 : L'Amour qui tue, de Léonce Perret
- 1911 : Aux lions les chrétiens, de Louis Feuillade
- 1911 : La Chrysalide
- 1911 : Le Crime inutile, de Louis Feuillade
- 1911 : La Lettre aux cachets rouges, de Louis Feuillade
- 1911 : La Lettre égarée, de Louis Feuillade
- 1911 : La Maison de la peur, de Louis Feuillade
- 1911 : Les Menottes, de Louis Feuillade
- 1911 : Quand les feuilles tombent, de Louis Feuillade
- 1911 : Le Poison, de Louis Feuillade
- 1911 : Le Trust, de Louis Feuillade
- 1911 : Le Trafiquant, de Louis Feuillade
- 1911 : La Suspicion, de Louis Feuillade
- 1911 : Sous le joug, de Louis Feuillade
- 1911 : L'Aventurière, de Louis Feuillade
- 1911 : La Demoiselle du notaire, de Louis Feuillade
- 1911 : Bébé somnambule, de Louis Feuillade
- 1911 : Bébé marie sa bonne, de Louis Feuillade
- 1911 : Bébé persécute sa bonne, de Louis Feuillade
- 1911 : Bébé protège sa sœur, de Louis Feuillade
- 1911 : Le Noël de Bébé, de Louis Feuillade
- 1911 : Le Contrebandier, de Georges-André Lacroix
- 1911 : Le Médecin du bagne, de Georges-André Lacroix
- 1912 : L'Homme de proie, de Louis Feuillade
- 1912 : Androclès, de Louis Feuillade
- 1912 : Bébé et le financier, de Louis Feuillade
- 1912 : Bébé, Bout de Zan et le Voleur, de Louis Feuillade
- 1912 : Bébé et le satyre, de Louis Feuillade
- 1912 : Bébé jardinier, de Louis Feuillade
- 1912 : Bébé veut payer ses dettes, de Louis Feuillade
- 1912 : Bébé voyage, de Louis Feuillade
- 1912 : Le Pont sur l'abîme, de Louis Feuillade
- 1912 : Préméditation, de Louis Feuillade
- 1912 : La Vie ou la Mort, de Louis Feuillade
- 1912 : La Course aux millions, de Louis Feuillade
- 1912 : Le Proscrit, de Louis Feuillade
- 1912 : L'Oubliette, de Louis Feuillade
- 1912 : L'Erreur tragique, de Louis Feuillade
- 1912 : Les Audaces du cœur, de Louis Feuillade
- 1912 : La Dentellière, de Léonce Perret
- 1912 : La Prison sur le gouffre, de Louis Feuillade
- 1912 : L'Accident, de Louis Feuillade
- 1912 : L'Anneau fatal, de Louis Feuillade
- 1912 : Les Braves Gens, de Louis Feuillade
- 1912 : La Cassette de l'émigrée, de Louis Feuillade
- 1912 : La Hantise, de Louis Feuillade
- 1912 : La Mort ou la Vie, de Louis Feuillade
- 1912 : Le Mort vivant, de Louis Feuillade
- 1912 : Chauffeur par amour, de Louis Feuillade
- 1912 : Compliments sincères, de Louis Feuillade
- 1912 : Tyrtée, de Louis Feuillade
- 1912 : Un grand reportage
- 1912 : Un grand seigneur, de Henri Fescourt
- 1912 : Cas de conscience, de Louis Feuillade
- 1912 : Un scandale au village, de Louis Feuillade
- 1912 : L'Homme giflé, de Henri Fescourt
- 1912 : La Méthode du professeur Neura, de Henri Fescourt
- 1912 : Petites Causes, grands effets
- 1912 : Le Tourment, de Louis Feuillade
- 1913 : Le Secret du forçat, de Louis Feuillade
- 1913 : La Gardienne du feu, de Louis Feuillade
- 1913 : L'Intruse, de Louis Feuillade
- 1913 : Le Revenant, de Louis Feuillade
- 1913 : Le Browning, de Louis Feuillade
- 1913 : La Robe blanche, de Louis Feuillade
- 1913 : Un drame au Pays basque, de Louis Feuillade
- 1913 : L'Écrin du Rajah, de Louis Feuillade
- 1913 : S'affranchir, de Louis Feuillade
- 1913 : Une aventure de Bout de Zan, de Louis Feuillade
- 1913 : La Première Idylle de Bout de Zan, de Louis Feuillade
- 1913 : Sur la voie de Léonce Perret
- 1913 : L'Affranchi, de Louis Feuillade
- 1913 : L'Angoisse, de Louis Feuillade
- 1913 : Les Chasseurs de lions, de Louis Feuillade
- 1913 : Après la tempête, de Louis Feuillade
- 1913 : Au fond du gouffre, de Léonce Perret
- 1913 : Au gré des flots, de Louis Feuillade
- 1913 : Les Diamants du Sénéchal, de Louis Feuillade
- 1913 : En grève, de Louis Feuillade
- 1913 : Le Guet-apens, de Louis Feuillade
- 1913 : La Marche des rois, de Louis Feuillade
- 1913 : La Rencontre, de Louis Feuillade
- 1913 : Le Mariage de Miss Nelly, de Louis Feuillade
- 1913 : La Petite Danseuse, de Louis Feuillade
- 1913 : Le Mort qui tue, de Louis Feuillade
- 1913 : À l'ombre de la guillotine, de Louis Feuillade
- 1913 : L'Intrigue, de Louis Feuillade
- 1913 : Le Bon Propriétaire, de Louis Feuillade
- 1913 : Juve contre Fantômas, de Louis Feuillade
- 1913 : Les Yeux ouverts, de Louis Feuillade
- 1914 : Fantomas, de Louis Feuillade
- 1914 : Fantômas contre Fantômas, de Louis Feuillade
- 1914 : L'Enfant de la roulotte, de Louis Feuillade
- 1914 : Manon de Montmartre, de Louis Feuillade
- 1914 : Le Calvaire, de Louis Feuillade
- 1914 : Le Coffret de Tolède, de Louis Feuillade
- 1914 : Le Faux Magistrat , de Louis Feuillade
- 1914 : Les Lettres, de Louis Feuillade
- 1914 : Les Pâques rouges, de Louis Feuillade
- 1914 : La Petite Andalouse, de Louis Feuillade
- 1914 : L'Heure de la douleur, de Maurice Mariaud
- 1915 : Le Grand Souffle, de Louis Feuillade
- 1915 : Le Même Sang, de Gaston Ravel
- 1916 : Cœur fragile, de Gaston Ravel
- 1916 : L'Épreuve, de Louis Feuillade
- 1916 : Christophe Colomb, codirector junto a Gérard Bourgeois
- 1916 : Document secret, de René Navarre
- 1917 : Du rire aux larmes, de Gaston Ravel
- 1917 : L'Homme qui revient de loin, de René Navarre
- 1917 : Miss de René Navarre
- 1917 : Oscar, chasseur chassé (solo productor)
- 1917 : Les Aventures de Clémentine (solo productor)
- 1917 : Les Fiançailles de Flambeau (solo productor)
- 1917 : Flambeau au pays des surprises (solo productor)
- 1917 : La Journée de Flambeau (solo productor)
- 1918 : Ce bon La Fontaine, de Gaston Ravel
- 1918 : La Geôle, de Gaston Ravel
- 1919 : La Nouvelle Aurore, de Émile-Édouard Violet
- 1919 : Impéria, de Jean Durand (solo director artístico y técnico)
- 1920 : Tue la mort, de René Navarre
- 1921 : La Reine-lumière (solo codirector)
- 1921 : L'Aiglonne (solo codirector)
- 1921 : Le Sept de trèfle (solo director)
- 1922 : Vidocq, de Jean Kemm
- 1922 : L'Homme aux trois masques (solo codirector)
- 1923 : Ferragus, de Gaston Ravel
- 1924 : Mon oncle, de Auguste Mariaud
- 1924 : Le Gardien du feu, de Gaston Ravel
- 1925 : Les Murailles du silence, de Louis de Carbonnat
- 1925 : La Justicière, de Maurice Gleize y Maurice de Marsan
- 1925 : Jean Chouan, de Luitz-Morat
- 1926 : La Réponse du destin, de André Hugon
- 1926 : Belphégor, de Henri Desfontaines
- 1928 : Le Plus Beau Mariage / Son épouse anglaise, de Gustav Molander
- 1928 : L'Aigle de la Sierra, de Louis de Carbonnat
- 1928 : El Leon de Sierre Morena, de Miguel Contreras Torres
- 1929 : Poker d'as, de Henri Desfontaines
- 1929 : Der Weg durch die Nacht, de Robert Denisen
- 1929 : Le Meneur de joies, de Charles Burguet
- 1930 : Méphisto, de René Navarre y Henri Debain
- 1933 : Judex 34, de Maurice Champreux
- 1934 : Mam'zelle Spahi, de Max de Vaucorbeil
- 1934 : Le Prince Jean, de Jean de Marguenat
- 1934 : Le Centenaire, de Pierre-Jean Ducis
- 1934 : Cocaïne, de Louis S. Licot
- 1935 : L'École des vierges, de Pierre Weill
- 1935 : Le Train d'amour, de Pierre Weill
- 1935 : Le Grand Pari, de Maurice Chalon
- 1937 : Arsène Lupin détective, de Henri Diamant-Berger
- 1938 : Chéri-Bibi, de Léon Mathot (también ayudante de dirección)
- 1938 : Mon oncle et mon curé,  de Pierre Caron
- 1938 : La Route enchantée, de Pierre Caron
- 1938 : La Belle Revanche, de Paul Mesnier
- 1938 : Monsieur Coccinelle, de Bernard Deschamps
- 1938 : Son oncle de Normandie, de Jean Dréville
- 1939 : Bécassine, de Pierre Caron
- 1939 : Les Trois Tambours, de Maurice de Canonge
- 1939 : Brazza ou l'épopée du Congo, de Léon Poirier
- 1940 : Les Surprises de la radio, de Marcel Paul

## Teatro
- 1923 : Vidocq, de Arthur Bernède y Pierre-Gilles Veber, Théâtre des Bouffes du Nord